# Seznam hiphopových tvůrců

## Česká rapová scéna

### Čeští rappeři
- 58G[1]
- Abde & Sharlota
- ATMO music
- Ben Cristovao
- Bobby Blaze
- Bow Wave
- BPM[2]
- Calin
- Cashanova Bulhar
- DBS
- DeFuckTo
- Deetray[zdroj?]
- Dejv[zdroj?]
- Dollar Prync[zdroj?]
- Dorian[zdroj?]
- Ektor
- Earth[zdroj?]
- Fosco Alma
- G1nter[zdroj?]
- Hard Rico[zdroj?]
- Headdy
- Hasan
- Hugo Toxxx
- Chaozz
- Chawo[zdroj?]
- Idea
- Indy & Wich
- J.A.R.
- James Cole
- Kato (též jako Rigor Mortiz)
- KOJO[zdroj?]
- Koky
- LA4
- Labello[3]
- Lipo
- Loudz1[zdroj?]
- Lvcas Dope
- Marpo
- MC Gey
- Michajlov
- Nik Tendo
- Orion
- Paulie Garand
- Peneři strýčka Homeboye (PSH)
- Pio Squad
- Prago Union
- Protiva
- Psycho Rhyme[zdroj?]
- PTK[zdroj?]
- Raego
- Renne Dang
- Rest
- Robin Zoot
- Řezník
- Sara Rikas[zdroj?]
- Sergei Barracuda
- Sharlota
- Schyzo
- Smack One
- Stein27[4][5]
- Steve Sniff[zdroj?]
- Supercrooo
- Totally Nothin[zdroj?]
- Tyler Durden[6] (AKA Poseidon Vlt, Matro Da Vinci, Gynger)
- Vladimir 518
- VlaďkySyn[zdroj?]
- Viktor Sheen
- WWW
- Yzomandias

## Slovenská rapová scéna

### Slovenští rappeři
- Boy Wonder
- Čis T
- Ego
- Fobia Kid[zdroj?]
- Gleb
- H16 – Majk Spirit, Cigo, Otecko
- Kali
- Konex
- Kontrafakt – Rytmus, Ego, DJ Anys
- LucaBrassi10x
- Majk Spirit
- Miky Mora
- Modré hory[7][8]
- Moja Reč
- Názov Stavby
- Pil C
- Porsche Boy[zdroj?]
- Raphael[zdroj?]
- Rytmus
- Saul[zdroj?]
- SIMILIVINLIVE[zdroj?]
- Separ
- Strapo
- Vec

## Francouzská rapová scéna

### Francouzští rappeři
- IAM[9]
- JUL[zdroj?]
- Keny Arkana[10]
- Manau
- Suprême NTM[11]

## Americká rapová scéna

### Východní pobřeží
- 50 Cent
- Akon • ASAP Rocky
- Beastie Boys • Busta Rhymes
- Cam'ron • Capone-N-Noreaga • Cormega
- Diddy • DMX
- Eric B. & Rakim
- Cardi B
- Megan Thee Stallion
- Fabolous • Fat Joe
- G-Unit • Gang Starr • Ghostface Killah • Guru • GZA
- Inspectah Deck
- J. Cole • Ja Rule • Jadakiss • Jay-Z • Jim Jones • Juelz Santana
- Lil Kim • Lil Uzi Vert • LL Cool J • Lloyd Banks
- Mac Miller • Maino • Mase • Masta Killa • Method Man • Missy Elliott • Mobb Deep • Mos Def
- Nas • Nicki Minaj
- Ol' Dirty Bastard
- Pete Rock & C.L. Smooth • Public Enemy
- Q-Tip
- Doja Cat
- Redman • Run-D.M.C. • RZA
- The Diplomats • The Notorious B.I.G. • The Roots • Timbaland • Tony Yayo
- Wiz Khalifa • Wu-Tang Clan

### Středozápad
- Big Sean • Bone Thugs-n-Harmony
- Common
- D12
- Eminem
- Chance the Rapper • Chingy
- Kanye West • Kid Cudi
- Lupe Fiasco
- MGK
- Nelly
- Obie Trice

### Jih
- 2 Chainz • 21 Savage • 8Ball & MJG
- Ace Hood • André 3000
- B.o.B • Birdman
- DJ Khaled
- Flo Rida • Future
- Gucci Mane
- Chamillionaire
- Juicy J • Juvenile
- Kodak Black
- Lecrae • Lil Jon • Lil Scrappy • Lil Wayne • Ludacris
- Master P • Migos • Mystikal
- OutKast
- Pitbull • Plies
- Rae Sremmurd‎ • Rick Ross
- Slim Thug
- T.I. • Tech N9ne • Three 6 Mafia • Travis Scott
- UGK
- Vanilla Ice
- Young Buck • Young Jeezy • Young Thug

### Západní pobřeží
- Ab-Soul
- Black Hippy
- Coolio
- Dilated peoples • Dr. Dre
- E-40
- Eazy-E
- Game
- Childish Gambino
- Ice Cube
- Jay Rock
- Kendrick Lamar
- Macklemore • MC Hammer
- N.W.A • Nate Dogg
- Odd Future
- Schoolboy Q • Snoop Dogg
- Tha Dogg Pound • The D.O.C. • Tupac Shakur
- Vince Staples
- WC • Westside Connection
- Xzibit
- Ya Boy